# Mirafra erythroptera
Mirafra erythroptera е вид птица от семейство Чучулигови (Alaudidae).

## Разпространение
Видът е разпространен в Индия и Пакистан.